# Pereña de la Ribera
Pereña de la Ribera es un municipio y localidad española de la provincia de Salamanca, en la comunidad autónoma de Castilla y León. Se integra dentro de la comarca de Vitigudino y la subcomarca de La Ribera (Las Arribes). Pertenece al partido judicial de Vitigudino.
En algunas ocasiones se le referencia como «el balcón de Las Arribes». Está formado por un solo núcleo de población, ocupa una superficie total de 48,82 km² y según datos del padrón municipal elaborado por el INE en 2017, cuenta con una población de 366 habitantes.
En su límite fronterizo con el término municipal de Masueco de la Ribera se encuentra el Pozo de los Humos, una imponente cascada que destaca a nivel provincial como uno de los lugares de mayor atractivo turístico dentro del parque natural de Arribes del Duero. También son de importancia turística el Pozo Airón, la ermita de Nuestra Señora del Castillo, la Fuente Santa y la iglesia parroquial de Santa María.

## Toponimia
Pereña podría ser un topónimo latino, formado en época romance por repobladores cristianos, entre los siglos X y XII. El origen podría ser el antropónimo «Pero» (Pedro) que posteriormente sufriría un proceso de derivación con el añadido del sufijo locativo «eña» ('lugar de Pero'). Otras teorías basan su origen en el vocablo latino petrinea ('hecho de piedra'), entendido como una adjetivación de «fonte petrinea» o de ponte petrinea. El nombre se sustantiva desde el momento en que se elimina el término referenciado.

## Geografía
El municipio tiene una superficie de 48,82 km² y una altitud media de 682 m sobre el nivel del mar. Es una zona de paisajes graníticos y escarpados con gran desnivel: el casco urbano se encuentra a 697 m; el Alto de Fuente Santa a 721 m y al pie el Duero a la cota de 320 m de la presa de Aldeadávila. La temperatura media anual del pueblo ronda los 13 °C, en cambio en el Duero, el clima es mediterráneo y la temperatura media está en torno a los 17 °C.
La belleza paisajística es el principal atractivo turístico de Pereña y de la comarca. Tras el Teso de la Barrera (789 m) la zona más elevada, al sureste, hacia la ribera de Cabeza de Framontanos, está conformada por valles y prados dedicados fundamentalmente a la actividad ganadera. Al norte, al borde del Duero y junto al Alto de Fuente Santa está el teso de la ermita de Nuestra Señora del Castillo a la que se procesiona en romería desde el pueblo el 14 de mayo. Junto a la ermita se encuentra un mirador que ofrece una vista privilegiada sobre el río encajonado.
Al oeste, el río de las Uces con numerosas caídas de agua o cachones para salvar el desnivel. El Pozo de los Humos es uno de los parajes emblemáticos de la zona. El nombre hace referencia al efecto producido por la espuma del agua tras caer desde una gran altura y se puede observar en su plenitud en primavera. En las cercanías existen restos de asentamientos prehistóricos, aunque no se encuentran en buen estado de conservación.

### Ubicación
Pereña de la Ribera se encuentra situada en el noroeste salmantino. Hace frontera con Portugal. Dista 92 km de Salamanca capital. 
Se integra dentro de la comarca de La Ribera. Pertenece a la Mancomunidad Arribes del Duero y al partido judicial de Vitigudino.
Su término municipal se encuentra dentro del parque natural de Arribes del Duero, un espacio natural protegido de gran atractivo turístico.
| Noroeste: Peredo da Bemposta (Portugal) | Norte: Peredo da Bemposta (Portugal) | Nordeste: Villarino de los Aires |
| Oeste: Aldeadávila de la Ribera         |                                      | Este: Cabeza de Framontanos      |
| Suroeste: Masueco                       | Sur: Fuentes de Masueco              | Sureste: La Peña                 |

### Flora
La vegetación de este territorio, y por tanto su paisaje, está fuertemente condicionada por su ubicación en términos altitud y por las fuertes pendientes que, en ocasiones, superan frecuentemente el 20%. Además, cuenta con una climatología continental en la zona de penillanura y mediterránea en el valle, condicionando de esta forma la vegetación existente.
La zona de penillanura, caracterizada por su mayor altitud media, cuenta con la presencia predominante de robles y quejigos. En las zonas en las que la penillanura comienza a perder altitud, aparece la encina, en un principio intercalada con quejigos y más tarde, como especie dominante. Si bien este es el paisaje natural de estas tierras, su existencia ha sido modificada por las labores agrícolas propias de los cultivos de secano y por la creación de pastizales ganaderos que han favorecido la expansión del matorral. De esta forma, el matorral es la especie dominante de las laderas de los cortados de los cañones aunque también resaltan ciertas especies arbóreas como el enebro, madroño y el acebuche. Además, algunas laderas han sido aprovechadas para cultivar frutales, entre los que destacan el almendro, el olivo, el cerezo y, en menor medida, la vid.

### Fauna
El clima peculiar de los valles, junto con la inaccesibles de sus cañones, proporciona un adecuado refugio y tranquilidad a la fauna salvaje existente, contribuyendo de esta forma a su gran diversidad zoológica, especialmente entre las aves. Muchas de estas especies están protegidas y algunas de ellas en peligro de extinción.

## Historia
La Reconquista de la zona, hasta entonces bajo dominio musulmán, la realiza el Reino de León, que surge a partir del Reino de Asturias de Don Pelayo y del que luego se subdividirían y/o desgajarían el Condado de Castilla, el Reino de Galicia y el Reino de Portugal. La repoblación de las tierras conquistadas llevada a cabo por los reyes leoneses planteó una disposición muy distinta de la actual, basando su desarrollo en el modelo repoblador gallego, que consistía en disponer muchas aldeas de pequeño tamaño y muy próximas entre sí, esquema que a la larga hizo insostenibles económicamente a muchas de ellas. En documentos de 1265 están registradas «Simirera», «Aveto» o «Robredo de las Casas» (posteriormente «Robredo de Santo Domingo»). En los siglos XIV y XV existieron con parroquia propia las de Quadrilleros (en Corporario de la Ribera), la de Alcornocal (próxima al Teso Alcornoque de Aldeadávila) y la de La Revilla de Aldeadávila, que fueron abandonadas hacia los siglos XVII y XVIII. Finalmente perduraron hasta el siglo XIX las de La Verde (también llamado Santa Marina) y la de Robredo de Santo Domingo. Gracias a los esfuerzos de vecinos de pueblos como Aldeadávila de la Ribera y La Zarza de Pumareda se están empezando a rescatar restos medievales de tumbas y ermitas.
La historia nos cuenta que Pereña, al igual que el resto de las localidades salmantinas fronterizas con Portugal y ribereñas del Duero, perteneció al concejo de Ledesma durante la Edad Media, habiendo sido representado por sus señores medievales o de realengo en las Cortes del Reino de León de 1188, consideradas la cuna del parlamentarismo a nivel mundial. 
El primero, o uno de los primeros documentos históricos que se conservan, en los que aparece nombrada Pereña, data de 1265, copia documental de 1345, en el que se refiere por parte de la «Yglesia catedral de la ciudad de Salamanca» al préstamo para la construcción de la iglesia de «Perenna», Bidola, Penalfange, Massoco y otras poblaciones de la zona.

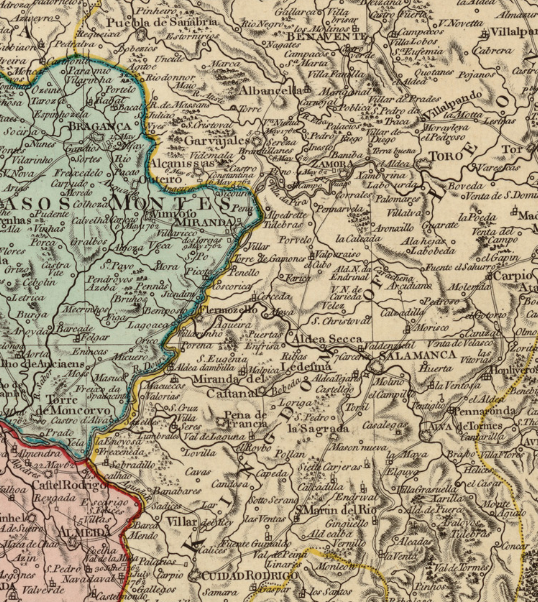
Detalle del Reino de León en The kingdoms of Portugal and Algarve from Zannoni's map, realizado en 1794 por J. Lodge, en el que aparece Pereña

En 1262 el lugar es donado por Alfonso X el Sabio, como Señorío, a Martín Alfonso, un hijo de Alfonso IX de León. Posteriormente, en documentos de la celebración de las Cortes de Castilla y León el día 22 de julio de 1315 en Burgos, se nos dice que los representantes de la villa de Ledesma piden la restitución al concejo, con todos sus derechos, de las aldeas de Dieza -Mieza de la Ribera-, Aldea d'Avila -Aldeadávila de la Ribera-, Darios -Corporario-, Cabeza de Furamontanos -Cabeza de Framontanos-, Penna -Pereña de la Ribera- y Villarino de Arias -Villarino de los Aires-, algo a lo que la regencia del futuro rey Alfonso XI accede. Las Cortes de Valladolid de 1322, ya muerto el infante Pedro, confirman el traslado de la comarca de La Ribera de nuevo al concejo de Ledesma. Estos antiguos textos nos hacen pensar que estas aldeas fueron fortificadas en dicha época, para evitar nuevas ocupaciones portuguesas como las que realizó en 1296 el rey Dionisio I de Portugal, que ocupó hasta Simancas (Valladolid) y se anexionó posteriormente toda la comarca de Ribacoa.
Su nombre se indica como «Penna» o «Perenna» en las Cortes de Burgos y de Valladolid de 1313, 1315 y 1322, por lo que podría tratarse de la «Penna» que reconquistó y repobló Ramiro II de León en el siglo X y que no ha quedado claro de qué localidad se trata. La torre del campanario, es de los mejores ejemplos de reutilización de un castillo medieval, puesto que no se demolió y puede admirarse claramente la estructura rectangular y bellamente embellecida en la balconada. Se observa la puerta primitiva cegada, no así los ventanales, por lo que podría tratarse de un alcázar de la época del infante Pedro. Hubo castillos importantes en Vilvestre, Barruecopardo (anterior a 1212), Mieza de la Ribera, Masueco y Aldeadávila de la Ribera. Durante los reinados de Alfonso XI, Pedro I y Enrique II, el territorio de las Arribes del Duero vuelve a señorializarse y a tener sentido militar. Es donado a una sucesión de infantes bastardos y futuras reinas y reyes, entre ellos al infante Fernando Alfonso y a la reina Leonor de Alburquerque que se casa con Fernando I de Aragón en 1393, uniendo su señorío al de las «cinco villas».

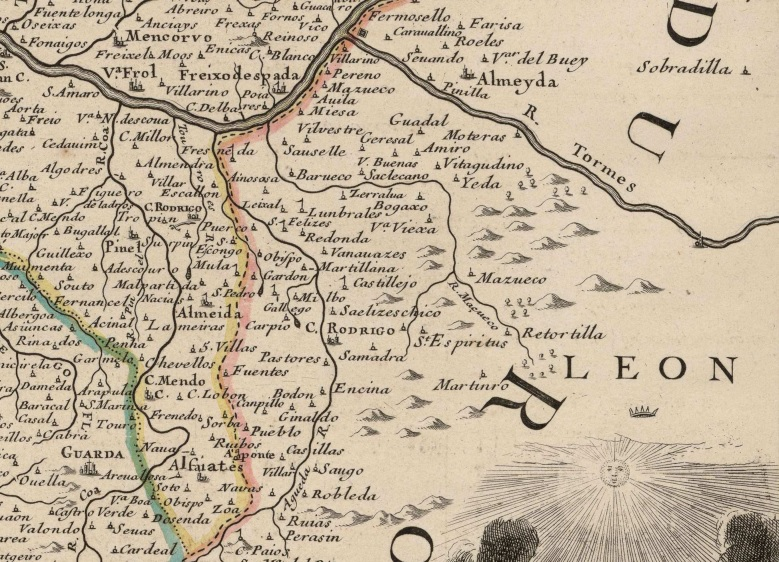
Detalle del oeste salmantino en un mapa del, en el que se puede observar Pereña (escrito Pereno)

La expulsión de los judíos tuvo aquí una de sus historias más importantes en 1480: «Igualmente los justicias de Ledesma recibieron orden de ir a Pereña, o donde fuera necesario, para prender a Pedro de Miranda, que era pasador de los judíos fuera de los caminos señalados, y a García de Ledesma, y a Pedro Herrero, quienes habían intentado matar a Alonso de Sejas, encargado de que se cumpliera la salida de los judíos por los caminos estipulados para tal cosa en el término de la mencionada villa -Ledesma- y en Vilvestre». El cronista Pulgar nos dice también que la Reina Isabel mandó detenerle en 1481 y ajusticiarle: «Cuarenta y seis fortalezas fueron derribadas entonces, y veinte más tarde: ajusticiados como principales malhechores Pedro de Miranda y el mariscal Pero Pardo...». Poco después comienzan las obras para reconvertir la fortaleza de Pereña en iglesia. El desarrollo económico y demográfico de esta época se vio favorecido por Enrique IV al dictar en 1465 la exención de impuestos en el concejo de Ledesma, así como a partir de 1530 con el retorno de parte de los judíos conversos portugueses, que se dedicaron al comercio de tejidos y a los estancos de variados productos.
La comunicación de la parte norte de la comarca histórica de La Ribera con Ledesma y Salamanca, siempre fue a través del puente de Masueco, en la ruta L-5 que unía Ledesma con Aldeadávila y el convento de La Verde, ruta que atrajo población y peregrinos jacobeos, algo que ha quedado reflejado en el estilo arquitectónico isabelino, principalmente en Pereña y Masueco.
Con la división territorial de España de 1833 en la que se crean las actuales provincias, Pereña queda encuadrada dentro de la Región Leonesa, formada por las provincias de León, Zamora y Salamanca, de carácter meramente clasificatorio, sin operatividad administrativa, que a grandes rasgos vendría a recoger la antigua demarcación del Reino de León (sin Galicia ni Asturias).

## Demografía
Pereña de la Ribera cuenta con una población de 314 habitantes (INE 2024).
| Gráfica de evolución demográfica de Pereña de la Ribera entre 1842 y 2021 |
| |
| Población de derecho según los censos de población del INE Población de hecho según los censos de población del INEEn estos censos se denominaba Pereña: 1842, 1857, 1860, 1877, 1887, 1897, 1900, 1910, 1920, 1930, 1940, 1950, 1960, 1970, 1981 y 1991 |

Según el Instituto Nacional de Estadística, Pereña tenía, a 31 de diciembre de 2018, una población total de 341 habitantes, de los cuales 181 eran hombres y 160 mujeres. Respecto al año 2000, el censo refleja 557 habitantes, de los cuales 281 eran hombres y 276 mujeres. Por lo tanto, la pérdida de población en el municipio para el periodo 2000-2018 ha sido de 216 habitantes, un 39 % de descenso.

### Economía
La actividad vitivinícola ha sido la más característica y todavía persiste a pesar del envejecimiento acusado de la población. Además de la Bodega Cooperativa eran numerosas las bodegas particulares, e incluso en los últimos años se han abierto nuevas bodegas dedicadas a la producción de vinos de calidad. No hay que olvidar la presencia de parcelas dedicadas al cultivo del Olivo y el Almendro. Los cultivos de naranjos y limoneros no tienen mucha fama en Pereña, aunque existen zonas cerca del río para cultivarlos debido al microclima mediterráneo.
Entre 2009 y 2016 se desarrolla la Concentración Parcelaria de la zona de Pereña de la Ribera.
Junto a las explotaciones ganaderas, la fábrica de quesos ha desarrollado una importante actividad y a pesar del traslado a Vitigudino, el queso de Pereña conserva este nombre y es ampliamente conocido.

## Símbolos
Escudo
El escudo heráldico que representa al municipio fue aprobado el 29 de septiembre de 1999 con el siguiente blasón:

«Escudo Heráldico: El campo queda partido en tres cuarteles llamados: Derecho, izquierdo e inferior, estando éste en punta y caído.

Cuartel derecho o principal. Izquierdo según se mira. De plata, llevando por armas un racimo de uvas al natural.
Cuartel izquierdo o secundario. Derecho según se mira. Esmaltado de gules llevando por Armas un casco de hidalgo colocado de perfil y claveteado de oro y perfilado de lo mismo. Visera abierta, dejando ver tres rejillas forradas de gules.

Cuartel inferior entado de punta y caído. Por armas cubriendo el campo ondeando de plata y azur»
Boletín Oficial de Castilla y León nº 191 de 2 de octubre 2000

## Administración y política

### Gobierno municipal
El resultado de las elecciones municipales celebradas el 27 de mayo de 2007 fue de 4 concejales para el PSOE y 3 para el PP por lo que la corporación del Ayuntamiento fue dirigida con mayoría absoluta desde entonces por el primer edil del PSOE, José Luis Rodríguez Caballero, pero el 13 de marzo de 2010, el PP presentó una moción de censura debido, según las razones esgrimidas, a discrepancias en la labor del equipo de gobierno. Gracias al voto del concejal socialista tránsfuga Olegario Vicente Martín, la moción desbancó de la alcaldía al PSOE, pasando a ocupar el cargo de alcalde desde ese momento, el edil popular José Ortigosa, que fue echado del partido junto con los otros dos populares, en cumplimiento del Pacto Antitransfuguismo.
En las elecciones municipales de 2011 resultó ganadora la lista del PP, encabezada por el readmitido José Ortigosa Alonso, que logró 4 concejales, mientras que el PSOE consiguió 3. En las elecciones municipales de 2015, el resultado fue el opuesto al anterior, otorgando la alcaldía al socialista Luis Rodríguez Herrero.
| Periodo   | Nombre                        | Partido | Partido                                  |
| --------- | ----------------------------- | ------- | ---------------------------------------- |
| 1979-1987 | Sebastián Barruedo Ruano      |         | Partido Socialista Obrero Español (PSOE) |
| 1987-1991 | José Rodríguez Miranda        |         | Alianza Popular (AP)                     |
| 1991-1999 | José Rodríguez Miranda        |         | Partido Popular (PP)                     |
| 1999-2002 | Manuel Barrueco Barrueco      |         | Partido Popular (PP)                     |
| 2002-2003 | José Luis Rodríguez Caballero |         | Grupo Mixto                              |
| 2003-2010 | José Luis Rodríguez Caballero |         | Partido Socialista Obrero Español (PSOE) |
| 2010-2011 | José Gregorio Ortigosa Alonso |         | No adscrito                              |
| 2011-2014 | José Gregorio Ortigosa Alonso |         | Partido Popular (PP)                     |
| 2014-2015 | Rafael Salvador Martín        |         | Partido Popular (PP)                     |
| 2015-2023 | Luis Rodríguez Herrero        |         | Partido Socialista Obrero Español (PSOE) |

Corporación municipal de la legislatura 2019-2023
- Luis Rodríguez Herrero (PSOE) - Alcalde-presidente
- Margarita Ullán Barrueco (PSOE) - 1.ª teniente de alcalde
- Juan José Vicente Rodríguez (PSOE) - 2.º teniente de alcalde
- Juan José Hernández Conde (PSOE) - concejal
- Ángela Martín Blanco (PSOE) - concejal
- Felisa Sánchez Ullán (PSOE) - Concejal
- Juana María Hernández Villa (PP) - concejal

| Partido político                         | 2023  | 2023  | 2023       | 2019  | 2019  | 2019       | 2015  | 2015  | 2015       | 2011  | 2011  | 2011       | 2007  | 2007  | 2007       | 2003  | 2003  | 2003       |
| Partido político                         | %     | Votos | Concejales | %     | Votos | Concejales | %     | Votos | Concejales | %     | Votos | Concejales | %     | Votos | Concejales | %     | Votos | Concejales |
| Partido Socialista Obrero Español (PSOE) | 57,53 | 145   | 4          | 83,47 | 202   | 6          | 60,14 | 178   | 4          | 37,98 | 128   | 3          | 54,68 | 228   | 4          | 56,98 | 298   | 4          |
| Partido Popular (PP)                     | 41,66 | 105   | 3          | 15,70 | 38    | 1          | 39,53 | 117   | 3          | 61,72 | 208   | 4          | 38,37 | 160   | 3          | 40,54 | 212   | 3          |
| Izquierda Unida (IU)                     | —     | —     | —          | —     | —     | —          | —     | —     | —          | —     | —     | —          | 6,24  | 26    | 0          | —     | —     | —          |
| Unión del Pueblo Salmantino (UPSa)       | —     | —     | —          | —     | —     | —          | —     | —     | —          | —     | —     | —          | —     | —     | —          | 2,10  | 11    | 0          |

El alcalde de Pereña de la Ribera no recibe ningún tipo de prestación económica por su trabajo al frente del Ayuntamiento (2017).

#### Evolución de la deuda viva municipal
El concepto de deuda viva contempla solo las deudas con cajas y bancos relativas a créditos financieros, valores de renta fija y préstamos o créditos transferidos a terceros, excluyéndose, por tanto, la deuda comercial.
| Gráfica de evolución de la deuda viva del Ayuntamiento entre 2008 y 2023                                      |
| |
| Deuda viva del Ayuntamiento de Pereña de la Ribera, en miles de euros, según datos del Ministerio de Hacienda |

## Patrimonio

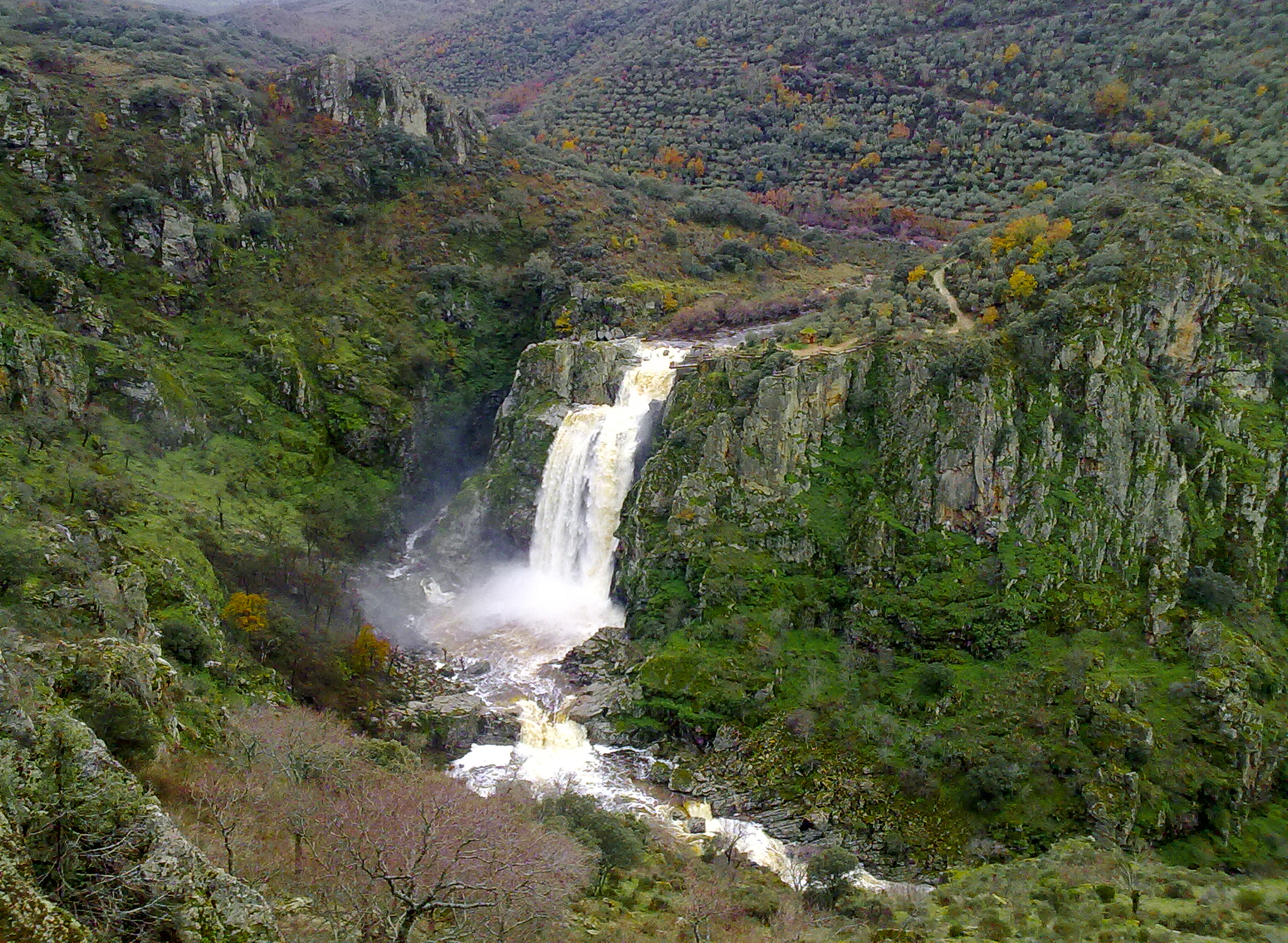
El Pozo de los Humos en enero

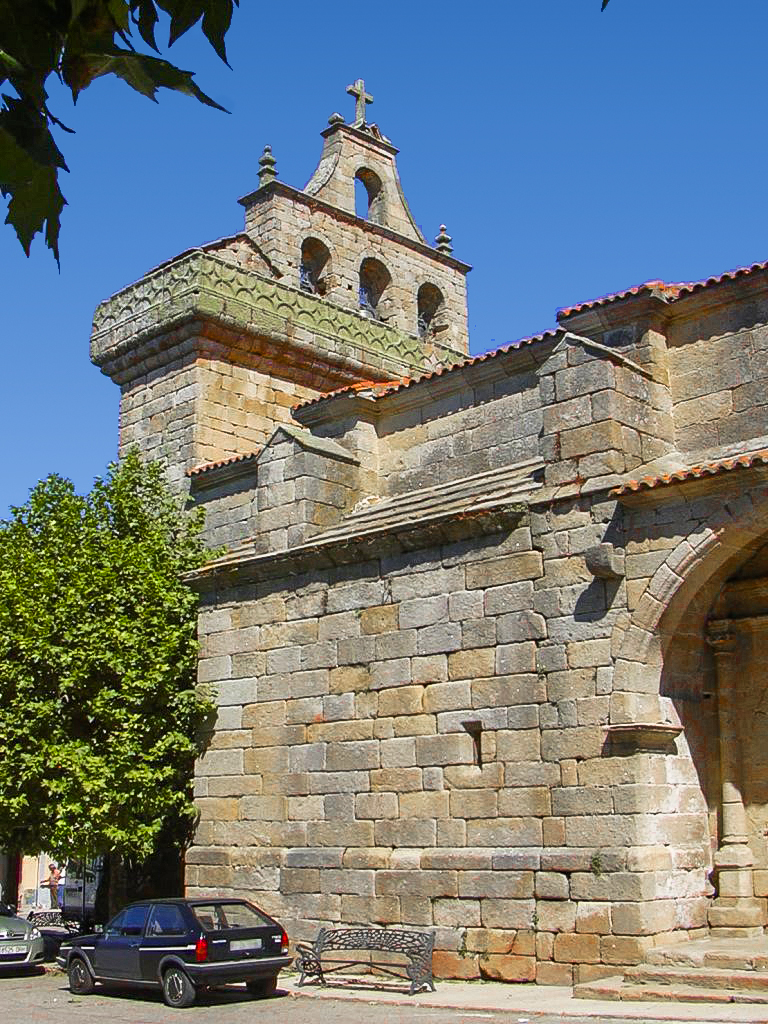
Iglesia de Santa María en fotografía anterior a la caída del rayo de 2009

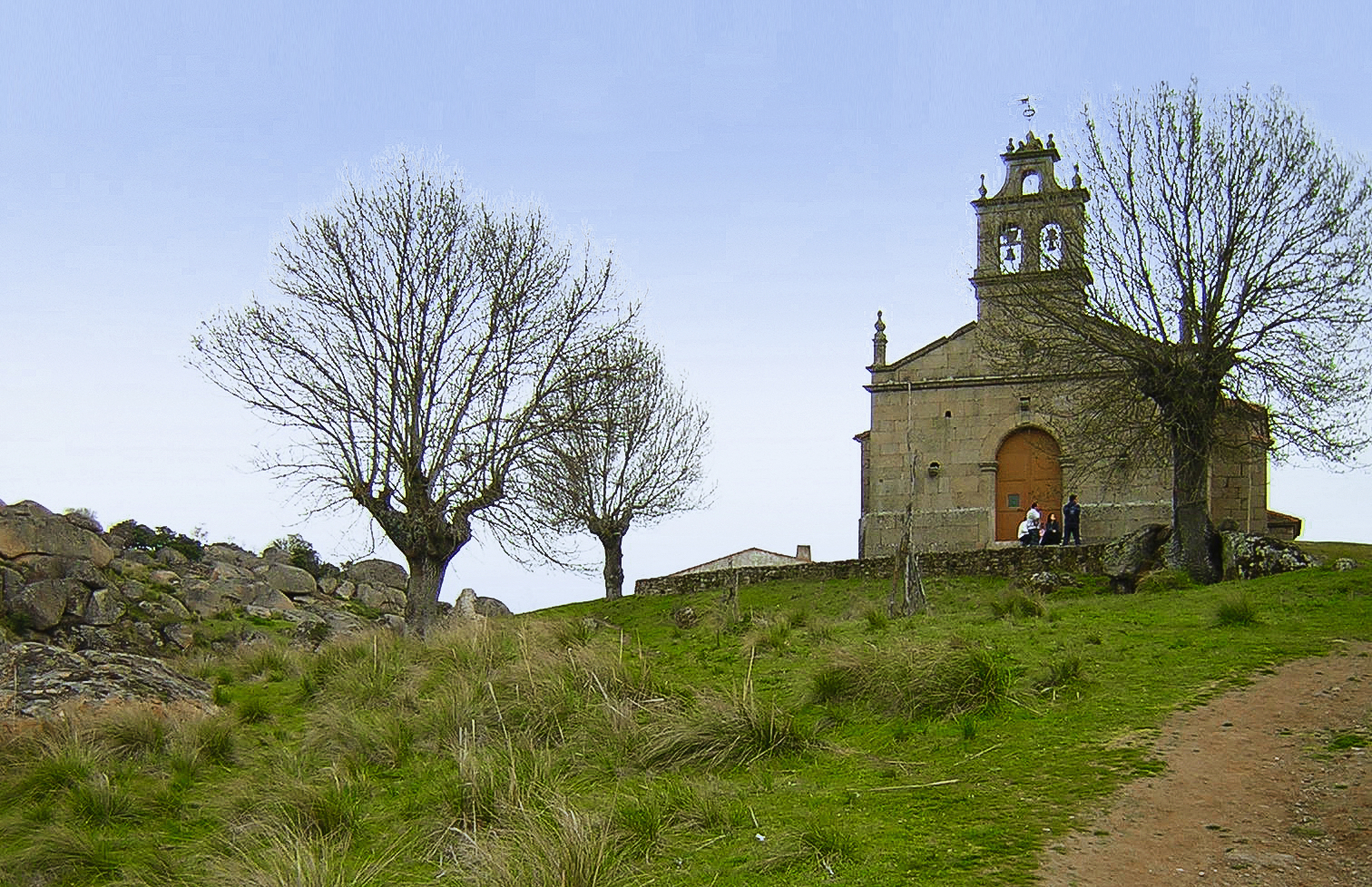
Ermita de Nª Sra. del Castillo

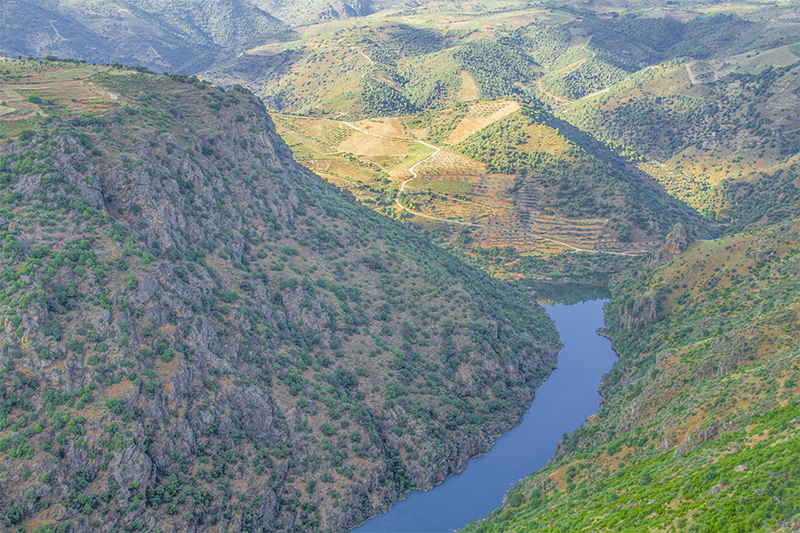
Vista del Duero desde el mirador de la ermita de Nª Sra. del Castillo

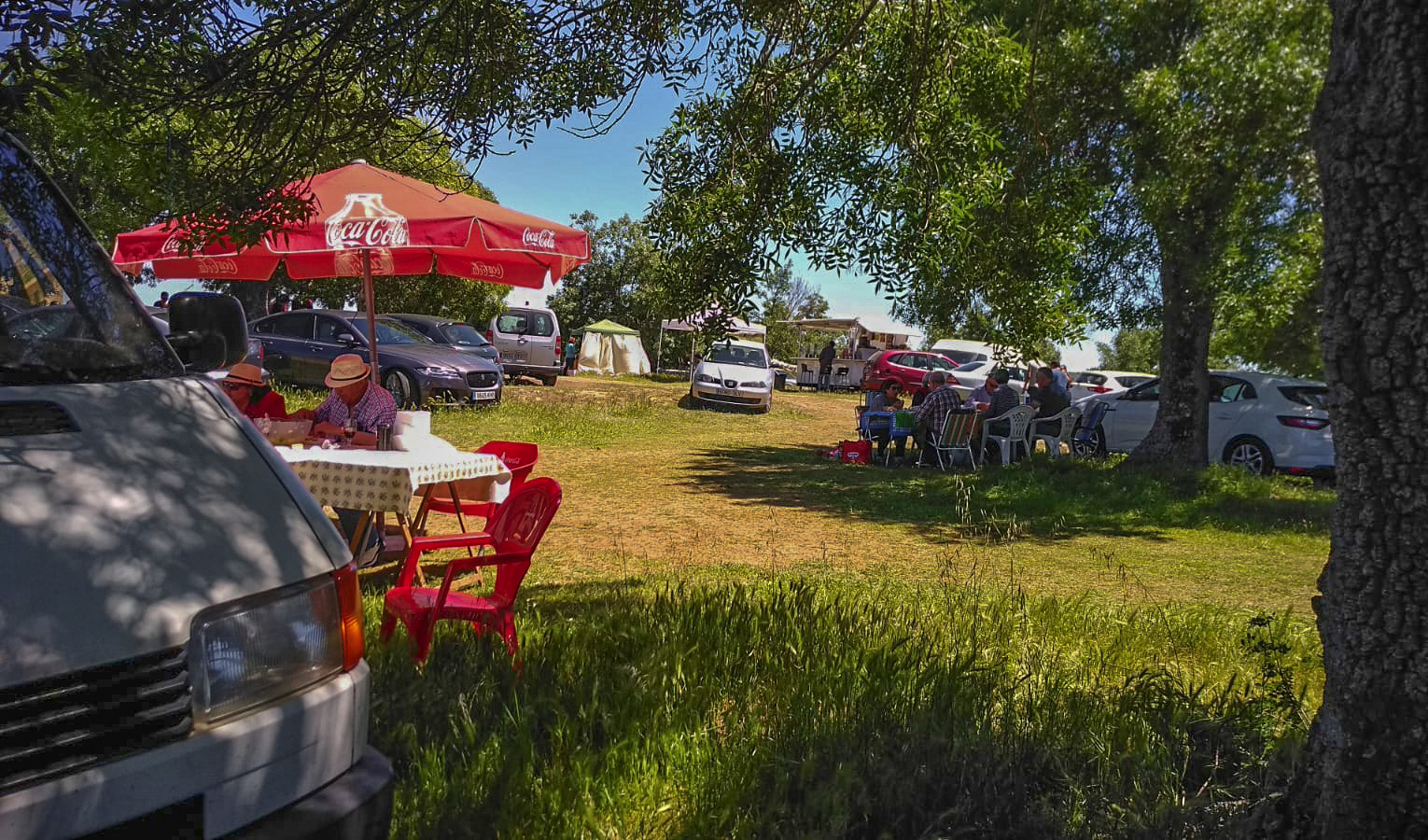
Ambiente de la ermita en fiestas

### Iglesia parroquial de Santa María
Ya en el pueblo, sobresale la torre de espadaña de la iglesia parroquial de Santa María, construida en el siglo XVI. Situada en su parte más alta, la torre marca la silueta del pueblo visible desde los distintos caminos.
La obra de la parte central de la iglesia fue dirigida a mediados de siglo por el cantero vizcaíno Pedro de Lanestosa «el viejo», aunque la torre sería anterior. Entre las obras de la familia de los Lanestosa se encuentran también en la comarca las iglesias de Masueco, Saucelle, Vilvestre y Vitigudino, o en Salamanca la iglesia de San Boal. La portada original queda parcialmente oculta por un soportal realizado en el siglo XVIII y la cruz que remataba la torre fue colocada a finales del siglo XX en reparación de los efectos del tiempo y los rayos.
El 24 de mayo de 2009 una nueva tormenta vuelve a descargar sobre la torre y las piedras caídas causan importantes daños sobre el techo de la iglesia.

### Ermita de Nuestra Señora del Castillo
En la cumbre del Berrocal junto a la ermita actual se encuentran evidencias de asentamientos desde épocas prehistóricas. Dice la tradición que, con la llegada de los musulmanes en el año 711, la imagen de Nuestra Señora de los Ángeles, conocida como Nuestra Señora del Castillo, fue escondida y enterrada por los pereñanos antes de entregarse, bajo uno de los cubos de la fortaleza allí existente. En la primera mitad del siglo XIV, durante el reinado de Alfonso XI de León, la figura fue recuperada y a partir de ese momento se convierte el teso de la ermita en lugar de peregrinación destacado del condado de Ledesma y de las tierras lusitanas al otro lado del río Duero.
Junto a la talla en piedra policromada se conservó una segunda piedra aparentemente encontrada junto a la figura de la Virgen, usada ocasionalmente como peana. El 14 de mayo de 1721 esta segunda pieza se rompió y «apareció» una tablilla en piedra de color alabastro, que representa la figura mayor: es la Virgen Chica. A partir de ese momento se redobla el fervor de los peregrinos, especialmente en la fecha señalada del 14 de mayo.

### Pozo de los Humos
Cascada producida por un desnivel de unos 50 metros de altura en el cauce del río de las Uces, en el límite municipal de los términos de Pereña y el vecino pueblo de Masueco. Desde la vertiente de Pereña obtenemos una vista frontal de la cascada y una panorámica de toda la zona, desde el cauce del río de las Uces antes de precipitarse, la propia cascada y el encajonamiento del río de las Uces antes de desembocar en el río Duero.
Desde Masueco se accede por un camino que baja a un mirador situado por encima de la cascada. Las dos vistas merecen la pena.

### Pozo Airón
Cascada de gran interés situado dentro del término de Pereña, en el cauce del arroyo de Los Cuernos y al que se accede por un camino que sale desde el arco de la plaza de Pereña y que nos adentrará en plenas arribes ya que hay bastante desnivel y se pueden disfrutar de flora autóctona y cultivos de olivos y vid en algunos tramos. Destaca su cueva a la que se accede superando unas rocas y un pequeño camino, y que una vez allí se pasa por detrás de la cascada y es en la cueva donde aparte de tener una preciosa vista, se podrá percibir por la fuerza de la caída del agua ese «Airón» que le da nombre al paraje pereñano.

### Miradores
En Pereña de la Ribera existen varios miradores desde los que se pueden obtener unas amplias vistas panorámicas.
- El mirador del cerro de la Fuente Santa. No se puede acceder a él en coche. Se trata de un cerro alto desde el que se obtiene una amplia vista del Duero. No dispone de murales explicativos del paisaje ni de ningún punto de información. Para acceder a él hay que seguir por el camino indicado que sale desde la carretera que se dirige hacia la ermita de Nuestra Señora del Castillo. Según cuenta la leyenda, en este cerro se le apareció la imagen de la Virgen del Castillo a un pastor sediento. Le dijo que posicionara el bastón sobre una peña y al hacerlo comenzó a emanar agua. Supuestamente desde ese momento existe un nacimiento de agua conocido como la Fuente Santa desde la que todavía hoy sale agua y en la que se ha habilitado un pequeño remanso donde se retiene un poco de agua a modo de fuente.

- El mirador de la ermita de Nuestra Señora del Castillo. Se accede a él desde Pereña siguiendo las indicaciones de la ermita de Nuestra Señora del Castillo. Se trata de un cerro sobre el que se sitúa la ermita de Nuestra Señora del Castillo en el que se ha habilitado una barrera de seguridad para observar las arribes del Duero pero no tiene ningún punto de información. En el cerro se encuentra la ermita y una pequeña casa donde antes vivía el ermitaño que cuidaba la ermita y la mostraba a los peregrinos. Hoy ya no vive nadie en esa casa por lo que en la puerta de la ermita se ha puesto un cristal para que la gente pueda ver la virgen. Todos los 14 de mayo los pereñanos peregrinaban y continúan peregrinando hasta la ermita para pasar el día allí en compañía de familia y amigos. Esta tradición era especialmente seguida antiguamente puesto que iban en burro muchas personas de otros pueblos a pasar el día allí también.

- El mirador del Pozo de los Humos. Del 15 de febrero al 30 de junio está cerrado el acceso en coche hasta el aparcamiento más cercano porque la zona es un área sensible para la conservación de especies protegidas. Cuando esto ocurre hay que aparcar el coche en el primer aparcamiento, situado a 1,7 km del mirador, junto a un merendero, y continuar andando. El mirador y el camino que accede hasta él está perfectamente indicado y en él existe un mural explicativo de la zona. Desde el mirador se puede observar frontalmente el Pozo de los Humos, la vista más espectacular y famosa de esta imponente cascada situada en las arribes del río de las Uces.

### Pinturas murales

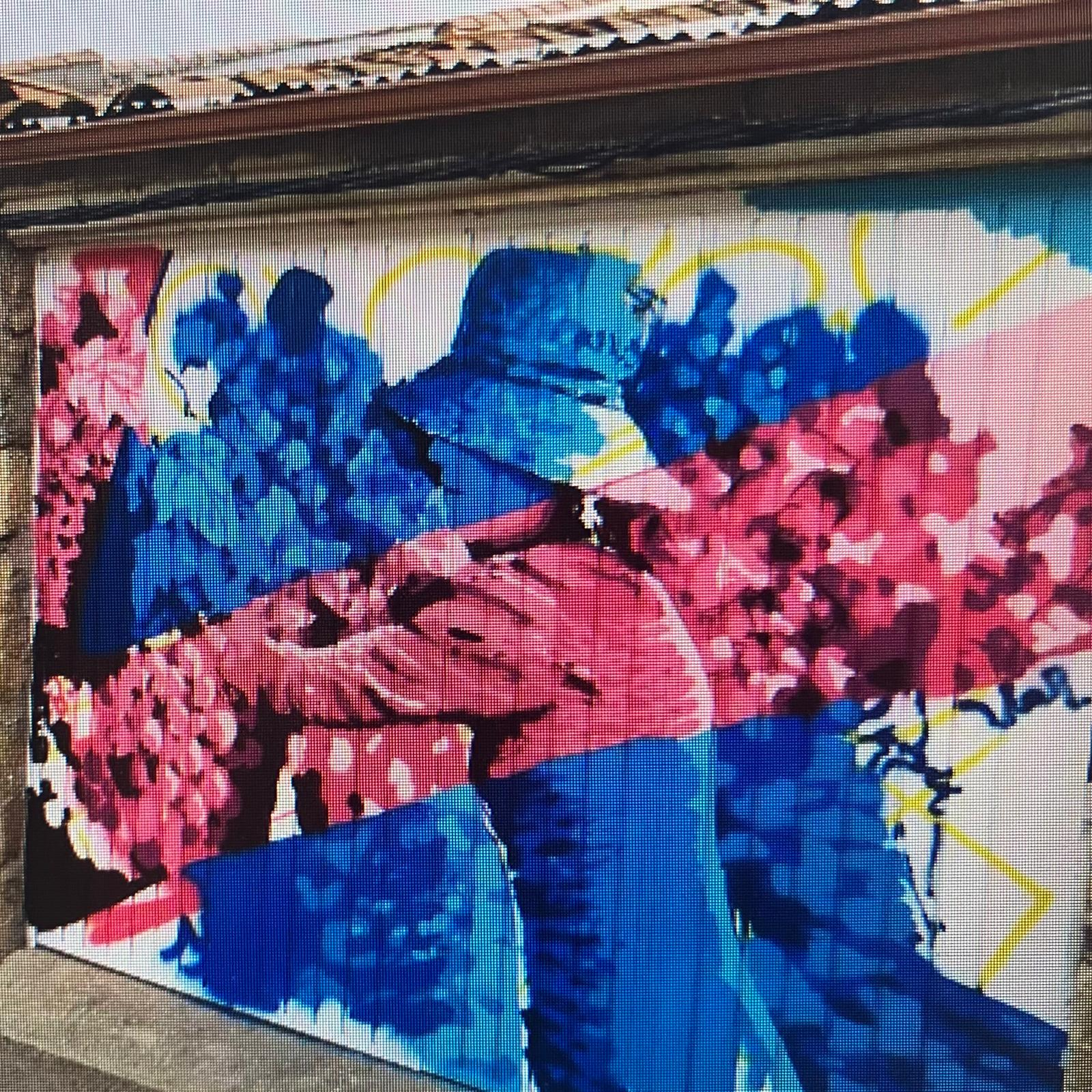
Pintura mural. Edición 2021

En los últimos años se han realizado diversas pinturas murales de gran formato (35-55 m2) dentro de los certámenes de pintura EnPereñArte convocados por el Ayuntamiento. Con esta iniciativa se trata crear un incentivo para atraer visitas al pueblo.

## Fiestas
- Romería a la ermita de Nuestra Señora del Castillo el día 14 de mayo, por la tarde bailes al son de la gaita y el tamboril.
- A finales de agosto, primeros de septiembre, son las fiestas de verano, con desfile de carrozas, verbenas, concurso de danza, encierros, etc. El día 8 de septiembre se rinde culto a la patrona, Nuestra Señora de los Ángeles, después el Ayuntamiento ofrece convite a los vecinos y hay bailes charros con gaita y tamboril.